# Charles Churchill (Meuterer)
Charles „Chas“ Churchill (* ca. 1759; † 11. April 1790 auf Tahiti) war ein englischer Seemann auf dem britischen Handelsschiff HMS Bounty, der sich an der auf ihr begangenen Meuterei beteiligte.

## Leben

### Auf der Bounty

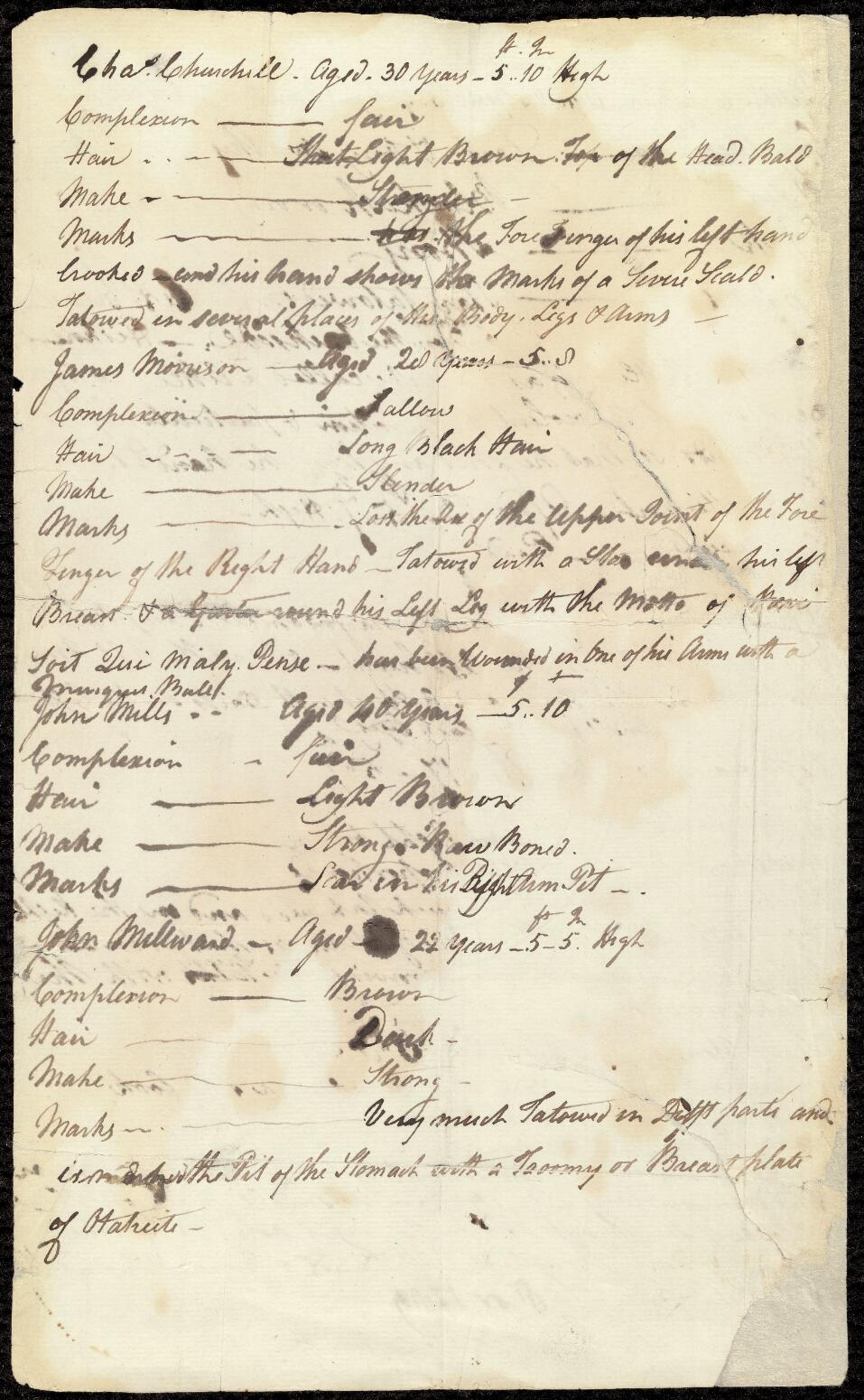
Eine Seite aus Blighs persönlichem Notizbuch mit seiner Beschreibung von Charles Churchill, James Morrison, John Mills und John Millward. National Library of Australia.

Churchill schrieb sich am 7. September 1787 in Deptford als Schiffskorporal (Corporal) im Alter von 28 Jahren und aus Manchester, Lancashire, stammend in die Musterungsrolle der HMS Bounty unter Lt. William Bligh ein. Sein Aufgabenbereich entsprach dem eines Unteroffiziers (Petty Officer) mit der Verantwortung für die Einhaltung der Disziplin an Deck, sowie der ordnungsgemäßen Ausführung erteilter Befehle. Auch fiel ihm die Pflege und Ausgabe der Schusswaffen und deren Lagerung in einer verschließbaren Waffenkiste zu, weshalb er auch „Waffenmeister“ (Master-at-arms) genannt wurde. Die Mission der Bounty, Brotfrucht von Tahiti nach Jamaika zu transportieren, begann am 23. Dezember 1787.
Während der Fahrt nach Tahiti und der ersten Wochen des Aufenthalts dort fiel Churchill in keiner nennenswerten Weise auf. Nach etwas mehr als zwei Monaten Ankerzeit in der Matavai-Bucht wurde am 5. Januar 1789 beim Wachwechsel um vier Uhr morgens das Fehlen des Beibootes bemerkt. Bei der angeordneten Musterung der Besatzung wurde die Abwesenheit von Churchill und der Matrosen William Muspratt und John Millward festgestellt. Letzterer gehörte der abgelösten Deckwache an, deren wachhabender Offizier, Fähnrich Thomas Hayward, auf seinem Posten eingeschlafen war. Die Deserteure hatten dazu acht Musketen und Munition entwendet. Das Beiboot wurde noch am selben Tag in der Matavai-Bucht anliegend aufgefunden und von Tynah (Pomaré I.) erfuhr Bligh, dass die Deserteure in ein Kanu umgestiegen waren. Mit Hilfe örtlicher Häuptlinge konnten die Flüchtigen am 22. Januar 1789 in Tettahah (Faa’a), dem westlichsten Distrikt Tahitis, ausfindig gemacht werden. Sie ergaben sich ohne Gegenwehr, zu der sie ohnehin nicht in der Lage waren, da sie nach einer Beinahekenterung eine Muskete und zwei Bajonetts verloren hatten und ihre Munition feucht geworden war. Am Morgen des folgenden Tages wurden sie an Bord zurückgebracht und in Ketten gelegt. Bligh belegte sie mit der Bestrafung der Auspeitschung; Churchill zu vierundzwanzig, Muspratt und Millward zu je achtundvierzig Hieben. Die Bestrafung wurde je zur Hälfte am 24. Januar und 5. Februar ausgeführt, worauf die Deserteure und auch Hayward, von den Ketten genommen, wieder ihren Dienst aufnehmen konnten. Den Schlüssel zur Waffenkiste musste Churchill allerdings an den Steuermann (Sailing Master) John Fryer abgeben.
Die Auswirkung dieses Vorkommnisses auf die allgemeine Disziplin unter der Besatzung und deren möglicher Motivation zur folgenden Meuterei war in den späteren gerichtlichen Untersuchungen, in denen zwei der Deserteure angeklagt waren, kein Gegenstand des Interesses. Mit Churchill hatte sich der Funktionsträger, der für die Aufrechterhaltung der Disziplin unter den Matrosen zuständig war, selbst an einer der schwerwiegendsten Disziplinlosigkeiten in der Seefahrt beteiligt. Unabhängig von der Bestrafung durch Bligh drohte ihm und seinen Mitstreitern nach der Rückkehr in England eine Anklage vor einem Seegericht, das für ein solches Delikt nur die Todesstrafe kannte. Die drei verfassten noch vor Tahiti ein an Bligh gerichtetes Schreiben, in dem sie ihn um ein mildes Wort ersuchten.
Das Vertrauen auf einen mildtätigen Einsatz ihres Kommandanten war bei den Deserteuren offenbar nicht sehr hoch. Auf der Rückreise in den Morgenstunden des 28. April 1789 war Churchill der erste im Gefolge des Steuermannsmaats Fletcher Christian, der mit einem Entermesser bewaffnet das Deck betrat. Gefolgt von Matthew Quintal, Thomas Burkett, John Sumner, John Mills und Alexander Smith gingen sie achtern wieder unter Deck zu den Offiziersquartieren. Mit Christian, Burkett und Mills betrat er die Kabine Blighs, den sie weckten und seines Kommandos entzogen. Anschließend wandte er sich in die Kabine des von Quintal und Sumner festgesetzten Fryer, wo er sich zweier Pistolen und des Schlüssels zur Waffenkiste bemächtigte. Die befand sich auf dem Zwischendeck mittschiffs bei den Kabinen der Fähnriche, wo inzwischen Matthew Thompson Position bezogen hatte. Hier konnte Churchill ungehindert die Kiste öffnen und die Musketen an seine Mitstreiter ausgeben. Darauf wurde Bligh gefesselt an Deck geführt, und der Rest der Besatzung war durch die Aktivitäten aus dem Schlaf gerissen. Churchill kehrte noch einmal in die Mannschaftsquartiere unter dem Vordeck zurück, um seinen Kompagnon Millward zur Teilnahme an der Meuterei aufzufordern, der sich ihr sofort anschloss.
Gegen sechs Uhr war das Deck unter der Kontrolle der Meuterer. In allen späteren Zeugenaussagen wird Churchill als einer der anführenden Meuterer beschrieben, der an Deck Anweisungen an seine Mitstreiter richtete und die überrumpelten Loyalisten zur Arbeit nötigte. Seiner Funktion entsprechend war er der Übermittler der Befehle des neuen Kommandanten Christian, der auf dem Achterdeck Bligh in Schach hielt. Dem an Deck befohlenen Bootsmann William Cole befahl er, das Beiboot zu Wasser zu lassen, um Bligh und seine Anhänger darin auszusetzen. Doch nach mehrmaligem Insistieren ordnete Christian das Abfieren der größeren Barkasse an, wofür der Zimmermann William Purcell und Fähnrich Peter Heywood an Deck befohlen wurden. Sie mussten den in der Barkasse gelagerten Yams ausladen, sie dann mit Lebensmitteln und einem Vorrat an Wasser neu beladen und danach abfieren. Bligh durfte seine persönlichen Unterlagen und das Logbuch mitnehmen, dem Zimmermann Purcell wurde die Mitnahme seiner Werkzeugkiste erlaubt, wenn auch nicht aller seiner Werkzeuge. Nachdem die Barkasse abgefiert war, musste Heywood wieder in seine Kabine unter Deck und sein Bewacher Thompson erhielt von Churchill die Weisung, ihn und den dort ausharrenden George Stewart weiter festzuhalten, was später die Beurteilung Blighs über seine Fähnriche beeinflussen und sich vor allem für die Verteidigung Heywoods als fatal erweisen sollte. Beim Bemannen der Barkasse zwang Churchill den Steuermann Fryer gegen dessen Willen zum Einstieg, zugleich verweigerte er auf Weisung Christians den loyalen Joseph Coleman, Charles Norman und Thomas McIntosh den Umstieg, die als Schmiede und Zimmermänner wertvolle Funktionsträger waren. Auch wollte er Robert Tinkler, den Schwager Fryers, zunächst nicht in die Barkasse steigen lassen, ließ es nach einem Einwand Christians dann aber doch zu.
Der Schilderung von James Morrison folgend war Churchill nach Quintal die zweite Person, die in die Absicht Christians zur Meuterei eingeweiht wurde. Durch die Desertation vorbelastet, habe er in einer erfolgreichen Schiffsübernahme die Chance erkannt, einem drohenden Ende am Galgen zu entgehen. Von Bligh wurde Churchill in dessen Auflistung der Meuterer folgend beschrieben: Chas Churchill, 30 Jahre alt, Schiffskorporal, 5 Fuß und 10 Zoll hoch, heller Teint, kurze hellbraune Haare, auf dem Kopf kahl, kräftig gebaut; der Zeigefinger seiner linken Hand ist schief und die Hand weist Anzeichen einer schweren Verbrühung auf; ist tätowiert an diversen Stellen seines Körpers, Beinen und Armen.

### Auf Tahiti

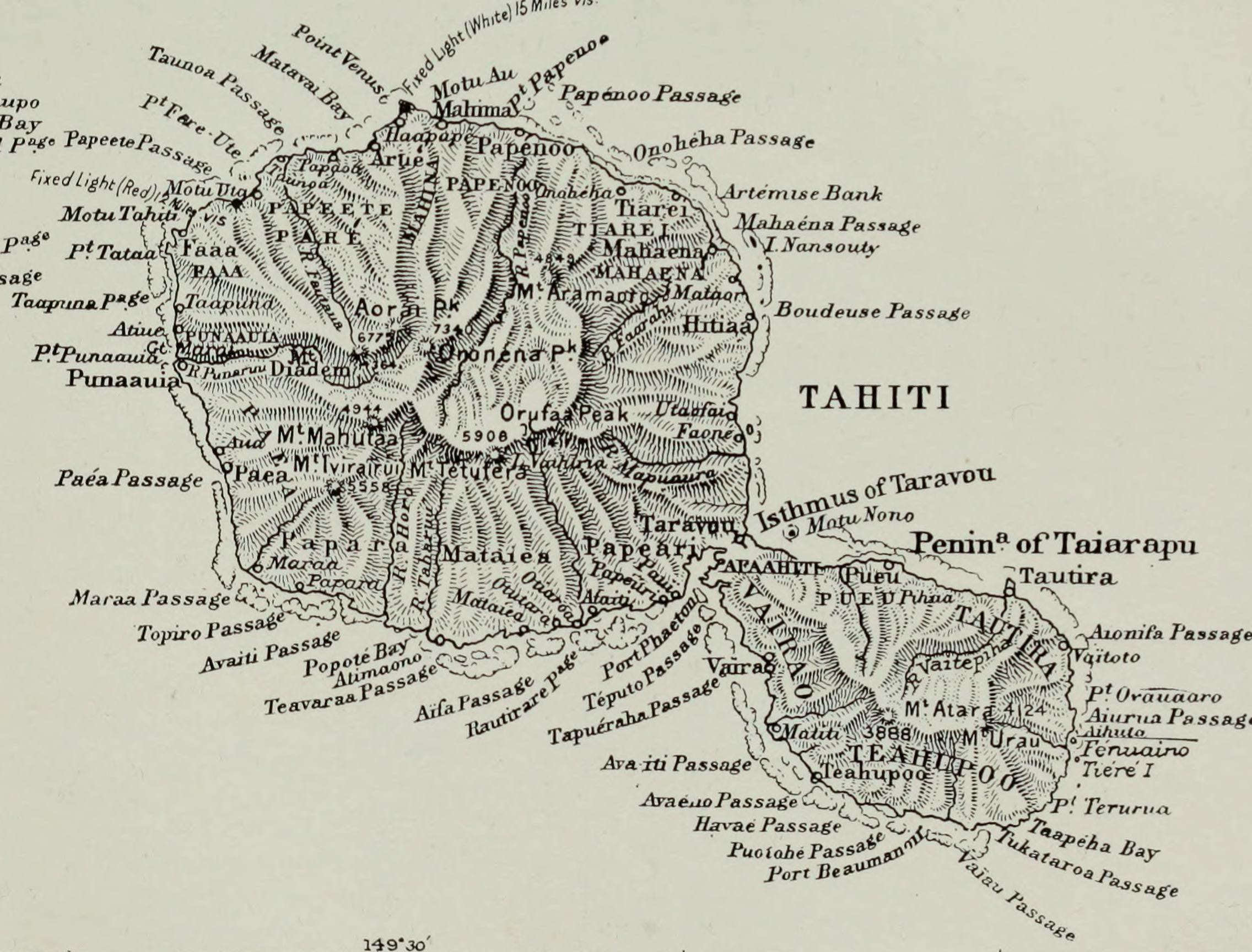
Churchill war kurzzeitig der Häuptling der kleineren Halbinsel Taiarapu.

Während des Siedlungsversuches der Meuterer auf Tubuai zwischen Juni und September 1789 war Churchill nicht nennenswert hervorgetreten. Bei der Rückkehr nach Tahiti am 22. September ist er als einer von sechzehn Seemännern von Bord gegangen und nach der Abfahrt der Bounty am Abend desselben Tages mit ihnen auf der Insel zurückgeblieben. Wie seine Kameraden fand er zunächst Aufnahme bei einem der Häuptlinge der Matavai-Buch und umliegender Distrikte. Morrison nach, habe Churchill sogleich versucht als Anführer der vereinten Meuterer gegenüber den Einheimischen aufzutreten, besonders nachdem Thompson im Januar 1790 zuerst zum Vergewaltiger und dann zum Mörder geworden war und die Meuterer die Rache der Tahitianer zu befürchten hatten. Die Meuterer aber betrachteten diesen Vorfall als eine persönliche Angelegenheit Thompsons und ergriffen keine Partei gegen die Einheimischen, bei denen sie bereits Gastfreundschaft genossen. Churchill suchte danach die größtmögliche Distanz zu seinen Kameraden, indem er auf die kleinere der Halbinseln Tahitis (Taiarapu, auch Teva-i-tai, heute Tahiti Iti) zog und dort die Freundschaft deren Häuptlings (Ariʻi) gewann. Nachdem dieser nach nur wenigen Wochen ohne leiblichen Erben gestorben war, wurde Churchill dem einheimischen Brauch gemäß von dessen Untertanen als neuer Häuptling anerkannt. So in den Besitz einer Machtstellung gelangt, konnte er den von seinen Kameraden in der Matavai-Bucht betriebenen Schiffsbau unterstützen. Im März 1790 besuchte er sie hier ein letztes Mal. Auf seinem Rückweg nach Taiarapu brach er sich am Rückstoß seiner Muskete ein Schlüsselbein, nachdem er auf Enten geschossen hatte.
Nach Taiarapu wurde Churchill von Thompson begleitet, der nach seinen Taten in der Matavai-Bucht dort keine Freunde mehr hatte. Aber auch die beiden zerstritten sich aus unbekannten Gründen (angeblich auf Betreiben des ausgesetzten Seemannes Brown), worauf Thompson die Freundschaft zum Onkel des verstorbenen Häuptlings von Taiarapu suchte. Churchill erkannte eine drohende Gefahr, worauf er mit einigen Untergebenen im Schutz der nächtlichen Dunkelheit unerkannt die Waffen von Thompson stahl. Dieser wandte sich am folgenden Tag an ihn und Churchill versprach ihm, nach dem vermeintlichen Dieb suchen zu lassen. Darauf wollte sich Thompson nicht verlassen, der in die Matavai-Bucht zurückkehrte, um sich von Charles Norman eine Muskete zu borgen. Er kehrte nach Taiarapu zurück als Churchill gerade auf seinem eigenen Besuch in der Bucht abwesend war. Von einem unzufriedenen Untertanen des Häuptlings erfuhr Thompson nun, dass Churchill der Dieb seiner Waffen war. Nachdem Churchill mit einem Knochenbruch am 10. April zu seinem Haus zurückgekehrt war, versicherte Thompson ihm bei einem nächtlichen Umtrunk, sich um den Dieb keine Sorgen mehr machen zu müssen, den er bereits selbst in Erfahrung gebracht habe. Am Morgen des folgenden Tages erschoss Thompson Churchill aus nächster Distanz in dessen Haus. Die Kugel drang unterhalb der Schulter ein und verließ ihn im Rücken. Zeuge der Tat war Thomas Burkett, der danach in die Matavai-Bucht zurückkehrte und dort James Morrison von den Vorkommnissen unterrichtete. Kurz darauf erlag Thompson der Vergeltung der tahitianischen Gefolgsmänner Churchills.

## Fiktionale Darstellung
- Die Bounty (1984), dargestellt von Liam Neeson.

## Erlebnisberichte
- Bligh, William, A voyage to the South sea, undertaken by command of His Majesty, for the purpose of conveying the bread-fruit tree to the West Indies, in His Majesty’s ship the Bounty, commanded by Lieutenant William Bligh. London 1792.
- Morrison, James, Mutiny and Aftermath: James Morrison’s Account of the Mutiny on the Bounty and the Island of Tahiti. Hrsg. von Vanessa Smith, Nicholas Thomas. University of Hawaiʻi Press 2013.

## Weblink
- whalesite.org

| Personendaten    | Personendaten       |
| ---------------- | ------------------- |
| NAME             | Churchill, Charles  |
| ALTERNATIVNAMEN  | Churchill, Chas     |
| KURZBESCHREIBUNG | britischer Seemann  |
| GEBURTSDATUM     | um 1759             |
| GEBURTSORT       | Manchester, England |
| STERBEDATUM      | 11. April 1790      |
| STERBEORT        | Tahiti              |